# 馬洪 (印第安納州)
馬洪（英語：Mahon）是位於美國印地安納州亨廷頓縣的一個非建制地區。該地的面積和人口皆未知。